# Crničani (Dojran)
Crničani (makedonsky: Црничани) je vesnice v Severní Makedonii. Nachází se v opštině Dojran v Jihovýchodním regionu.

## Historie
Území vesnice bylo osídleno již ve starší době kamenné, což dokládá archeologické naleziště na severozápadu vesnice.
V 19. století žilo ve vesnici smíšené obyvatelstvo. V roce 1873 zde bylo 23 domácností, kde žilo 17 makedonských křesťanů a 55 muslimů.
Podle záznamů Vasila Kančova z roku 1900 zde žilo 100 Turků a 93 Romů.

## Demografie
Podle sčítání lidu z roku 2021 žije ve vesnici 189 obyvatel. Etnické skupiny jsou:
- Makedonci – 116
- Srbové – 69
- ostatní – 4

| Rok          | 1873 | 1900 | 1948 | 1953 | 1961 | 1971 | 1981 | 1991 | 1994 | 2002 | 2021 |
| ------------ | ---- | ---- | ---- | ---- | ---- | ---- | ---- | ---- | ---- | ---- | ---- |
| Obyvatelstvo | 72   | 193  | 157  | 169  | 188  | 214  | 229  | 223  | 214  | 221  | 189  |